# Land Rover
Land Rover est un constructeur automobile britannique intégré au groupe Jaguar Land Rover et spécialisé dans la fabrication des véhicules tout-terrain et SUV de luxe. Le siège social de l'entreprise est situé à Whitley, dans la banlieue de Coventry en Angleterre. La marque produit des véhicules en Europe, en Amérique du Sud, et en Asie. 

## La maison-mère
Land Rover appartient au constructeur indien Tata Motors depuis 2008 au sein de Jaguar Land Rover après avoir été racheté par le groupe Ford en 2000, puis par BMW en 1994 et par British Aerospace en 1988.

## Histoire

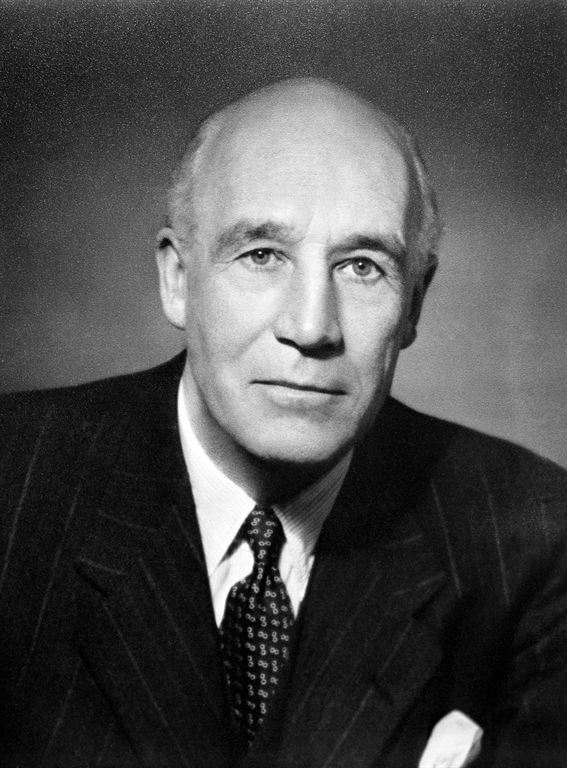
Spencer Wilks

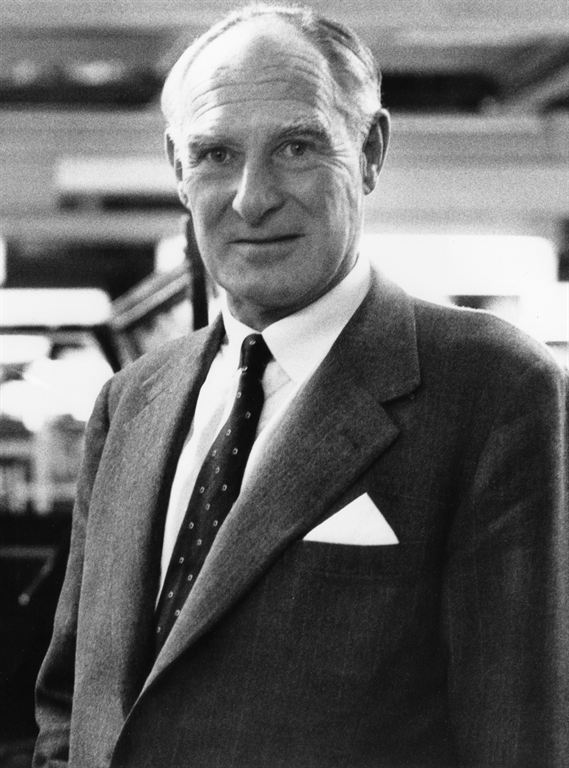
Maurice Wilks

Les premiers véhicules nommés Land Rover ont été construits pendant l'été 1947. Le Land Rover est de conception simple et robuste, apte à rouler dans des environnements exigeants. Ce véhicule a été nommé pendant plusieurs années comme étant « La reine des 4X4 ».
Le mythe du Land est né après la Seconde Guerre mondiale, lorsque le gouvernement britannique encourageait ses industriels à trouver de nouvelles idées pour relancer ses exportations.
Chez Rover, Maurice Wilks, ingénieur en chef, et son frère Spencer directeur général, avaient remarqué en effet que la Jeep Willys s'était rendue indispensable auprès des populations civiles. Maurice Wilks et son frère Spencer décident de lancer une étude. Les frères Wilks proposèrent alors un véhicule utilitaire inspiré de la Jeep Willys, à l'aise dans tous les terrains et peu onéreux parce que sa conception était simple : châssis en échelle, ponts rigides et carrosserie boulonnée. La pénurie d'acier interdisant la production d'une telle carrosserie à grande échelle, Spencer et Maurice Wilks ont eu l'idée de se tourner vers l'aluminium aéronautique pour habiller ses châssis. Le 30 avril 1948, le premier véhicule Land Rover conçu à Solihull par les frères Wilks sort de l'usine située dans cette ville, puis est présenté par la suite au Salon de l'automobile d'Amsterdam.

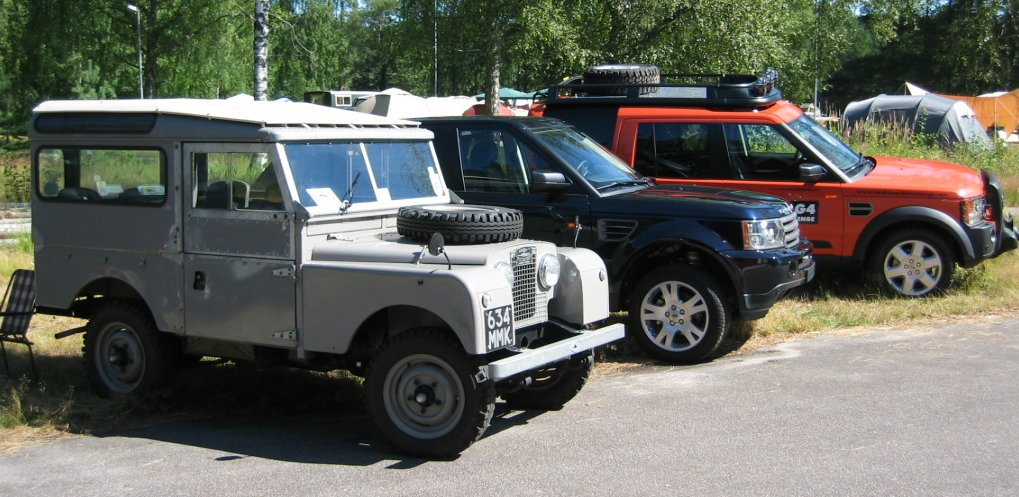
Divers modèles de Land Rover

En 68 ans de production, le véhicule aux lignes carrées bien connues des lionceaux et éléphanteaux du monde entier a fortement évolué, tout en conservant son aspect unique : panneaux de carrosserie en aluminium sur ossature en acier, châssis court ou long, bâché, tôlé, vitré ou Station Wagon. Il a connu jusqu'à présent cinq générations : le Série I (1949-1958), le Série II (1958-1973), le Série III (1973-1983), et les Land Rover 90 et 110, appelés Defender depuis 1989 (1983-2016). Le Defender II est quant à lui commercialisé depuis 2020, après une interruption de quatre ans.
En 1951, la marque reçoit un mandat royal de la part du roi George VI et en 2001 le Queen's Award for Enterprise pour son importance au sein du commerce international, soit la plus haute récompense du monde des affaires en Grande-Bretagne.  
En 1978, l'industriel, Michael Edwardes (en), nommé directeur de British Leyland à cette époque, annonce la scission des marques Rover et Land Rover. A l'issue de cette scission, Land Rover devient une marque automobile indépendante au sein de British Leyland.

### Séries I
C'est un engin polyvalent dont la robustesse est mise à l'épreuve dans le monde entier. Le mécanisme des moyeux débrayables (free wheeling hubs) peut s'ajouter en accessoire à la sélection manuelle deux ou quatre roues motrices, dès 1950. Puis le châssis s'allonge, la cylindrée passe à 2 litres et la puissance à 52 chevaux à partir de 1953, tandis que la carrosserie à flancs plats demeure inchangée. Le concept et la ligne générale du Land étaient fixés pour toujours.

### Séries II
En 1958, le dixième anniversaire de la marque est célébré par l'arrivée du Série II. Quoique très semblables à leur prédécesseur, le 88 et le 109 apparaissent mieux finis que les premiers. On note l'apparition de la carrosserie actuelle, plus volumineuse que la précédente, avec un renflement latéral sur toute la longueur de la caisse et une calandre en grillage métallique. Ils sont, en outre, dotés du 2 ¹⁄₄ litres en version à essence ou Diesel, dernière évolution du précédent 2 litres.
En 1959, le 250 000e Land Rover sort des chaînes de l'usine de Solihull et en 1966, c'est au tour du 500 000e Land d'être fêté.
En 1967, British Leyland, possédant une très grande gamme de fabricants de voitures anglaises, devient propriétaire de Rover. Cette même année, le Land 109 est équipé (en option) d'un 6 cylindres 2,6 litres de 83 ch et en 1968, les phares, jusqu'alors placés devant le radiateur, migrent vers les extrémités d'ailes pour suivre la législation américaine.

#### Séries II à la télévision
De 1966 à 1969, des modèles de cette série sont utilisés pour les épisodes de la série télévisée américaine d'aventures animalières Daktari.
De 2003 à 2007, un Land Rover séries II est utilisé par Rosemary Boxer et Laura Thyme dans la série télévisée, Rosemary and Thyme.

### Séries III
En 1971, le flambeau est repris par le Série III et la 750 000e unité est produite. Ce n'est pas vraiment une révolution, mais une sensible évolution avec une nouvelle calandre en plastique, des charnières plates, une nouvelle planche de bord (les instruments sont face au conducteur), une nouvelle suspension, boîte de vitesses synchronisée et un moteur de 2 ¹⁄₄ ℓ à 5 paliers qui apporte un réel agrément (moins de vibrations et moins de bruit) à partir de la fin 1980. Lorsque la production du Série III cesse, en 1983, plus d'un million de véhicules sont sortis des ateliers de Solihull depuis l'apparition du Série I en 1948.
Le Santana PS10 Anibal, puis l'Iveco Massif/Campagnola, produit par le constructeur espagnol Santana Motor est un dérivé du Land Rover Série III, qui avait été produit sous licence en Espagne, par cette firme.

### Land Rover 90 et 110 (NinetyetOne Ten), puisDefender
C'est la quatrième génération des Land Rover, apparue en 1983-1984, pour remplacer les valeureux modèles Série III.
L'évolution est remarquable par rapport aux Séries III : des ressorts hélicoïdaux offrent un meilleur confort et une capacité de franchissement accrue, des freins à disques sont installés à l'avant et une direction assistée est fournie de série. Esthétiquement, ce modèle se différencie par la calandre, un pare-brise en une seule pièce et des élargisseurs d'ailes à l'avant et à l'arrière. La ligne générale demeure identique au Series II de 1958 et le choix de carrosserie reste le même : bâchée, tôlée, pick-up et station wagon.
Le premier modèle de la gamme fut le châssis long 110 (1983), suivi du châssis court 90 (1984), mais la motorisation conserve les archaïques 4 cylindres 2 ¹⁄₄ litres à essence ou Diesel et le V8 3,5 litres. En juin 1984, le Diesel évolue vers un bloc 4 cylindres de 2,5 litres, toutefois, sa cylindrée supérieure ne lui permettait pas de développer plus que les 67 chevaux de la version 2 ¹⁄₄ litres, il fournissait en revanche légèrement plus de couple. Il a servi de base au 2,5 litres turbo Diesel, installé en octobre 1986. La greffe de ce turbocompresseur (Garret AiResearch T2) fait passer la puissance du moteur de 67 à 85 chevaux.
Le tout nouveau moteur 200 TDi ayant fait ses preuves sur le Discovery à partir de 1989, il fut implanté avec succès sur le Land en 1990. Le véhicule en fut métamorphosé et baptisé « Defender ». La souplesse s'ajoutait à ses qualités de reprises.
En adoptant en 1994 l'ultime évolution du moteur 200 TDi appelé 300 Tdi, ainsi que la nouvelle boîte de vitesses R380, le Defender a acquis les qualités d'un véhicule moderne tout en gardant une forte personnalité. Le moteur est devenu nerveux, la boîte précise et rapide et la silhouette reste celle du Land, inimitable.

### 1994: Land Rover repris par BMW
Le 31 janvier 1994, British Aerospace vend Land Rover au constructeur allemand BMW pour 800 millions de livres sterling, soit 935 280 000 euros.

### 2000: Land Rover dans le groupe Ford
Le 17 mars 2000, le groupe Ford rachète Land Rover au constructeur allemand BMW pour 2,7 milliards de dollars soit 3 milliards d'euros et l'intègre dans sa division Premier Automotive Group. Ce rachat permet à l'américain de se développer sur le marché des 4 × 4.

#### Defender I
Tout en gardant son esthétique inimitable, un nouveau modèle est sorti en mai 2007 : le nouveau Defender, avec un nouveau moteur d'origine Ford – un 2,4 litres turbo Diesel à rampe commune – une boîte six vitesses, et un nouvel intérieur avec des sièges face à la route bien plus confortables que les banquettes latérales.

#### Defender II
Land Rover commercialise depuis 2020 la seconde génération de son Defender, mais avec une apparence moderne tout en restant cubique.

#### Land Rover LRX

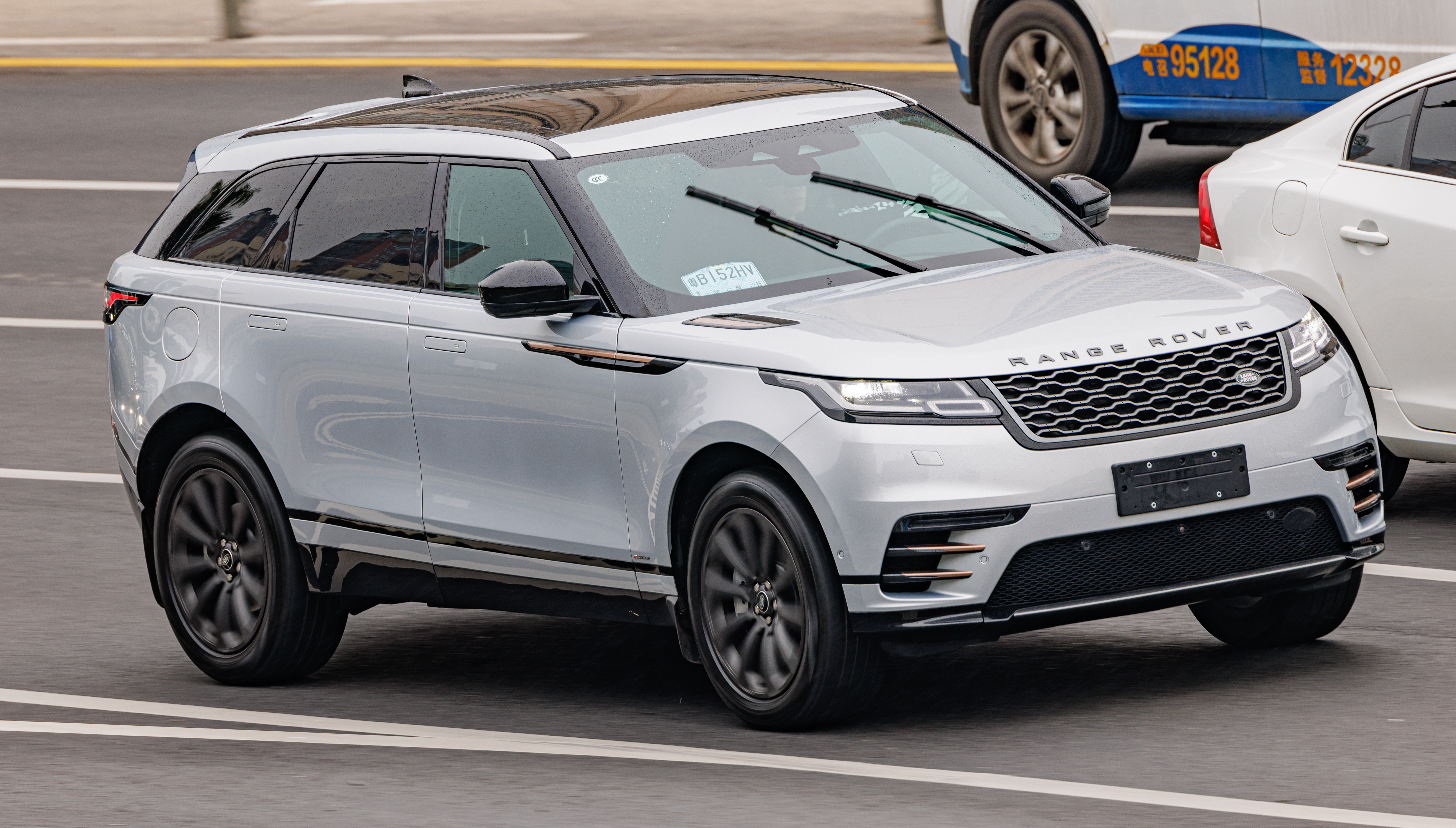
Land Rover Velar

Land Rover a dévoilé au salon de Détroit 2008, le Land Rover LRX, qui en fait un SUV compact, une sorte de Freelander 2 en version trois portes. Ce concept est une réponse au très agressif BMW X6.
Le concept est une évolution du Range Stormer qui était présenté à ce même salon quatre ans plus tôt. Le LRX est légèrement plus court que le Freelander 2, mais Land Rover s'inspirera fortement des dimensions du LRX pour son sixième modèle, un SUV trois portes.
Le modèle de série sur base du concept LRX sortira dans la seconde partie 2011 et sera vendu dans 160 pays sous le nom de Evoque.
Le Evoque sera le plus petit modèle de la gamme Range Rover et sera le premier modèle disponible en 2 roues motrices, mais une version 4 roues motrices sera toujours disponible. La présentation se fera lors du salon de l'auto de Paris 2010.

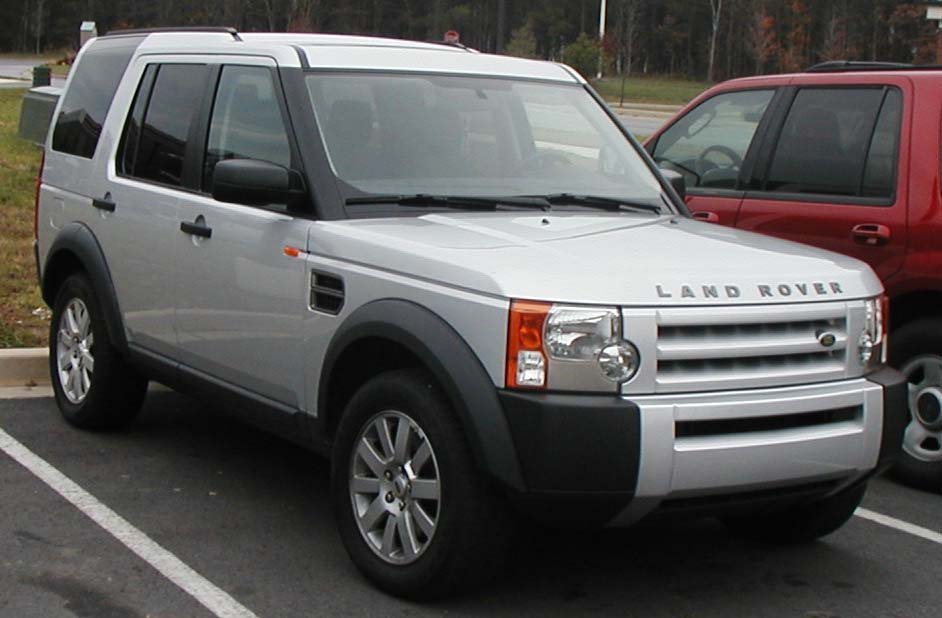
Land Rover LR3

#### Cession de Land Rover à Tata Motors, puis transfert dans Jaguar Land Rover
Le 12 juin 2007, Ford informe le gouvernement britannique du souhait de vendre Jaguar et Land Rover. L'année précédente, le constructeur américain a perdu plus de 13 milliards d'euros, non pas à cause de Land Rover, car cette marque a affiché des ventes records en 2006, mais plutôt à cause de Jaguar et d'elle-même. En effet, la concurrence du luxe est rude (Bentley du groupe allemand Volkswagen AG et Aston Martin appartenant à David Richards, un ancien pilote anglais) et les produits Ford en Amérique se vendaient plus difficilement. C'est pourquoi Ford a décidé de se débarrasser de Jaguar et de Land Rover, car cette marque dépend de Jaguar pour la partie motorisation (moteur V8).
Tata Motors a racheté Land Rover et Jaguar à Ford pour la somme de 2,3 milliards de dollars le 26 mars 2008. Après ce rachat, Tata Motors transfère Land Rover et Jaguar dans Jaguar Land Rover.

#### Groupe Jaguar Land Rover
En février 2010, Ralf Speth devient le nouveau directeur de Jaguar Land Rover.
En janvier 2015, Gerd Mäuser est nommé au poste de directeur marketing en remplacement de Phil Popham parti chez Sunseeker.
Le 1er janvier 2018, l'Allemand Felix Brautingam succède à Gerd Mäuser au poste de responsable marketing.
Le 10 septembre 2020, le Français Thierry Bolloré remplace Ralf Speth à la direction de Jaguar Land Rover.
Le  12 juillet 2021, le Néerlandais Lennard Hoornik devient le nouveau directeur marketing et remplace Felix Brautingam.
Le 16 novembre 2022, Adrian Mardell, directeur financier de Jaguar Land Rover, devient le nouveau patron de l'entreprise par intérim et remplace Thierry Bolloré.

## Économie

### Chiffres de ventes
Les ventes du constructeur dans le groupe Jaguar Land Rover en 2013 atteignent 348 338 unités, en croissance de 15 % par rapport à 2012. En 2017, les ventes atteignent 442 508 véhicules commercialisés (en progression de 2 %).

## Sites de production
Le groupe Jaguar Land Rover fabrique des voitures Land Rover dans des usines situées dans cinq pays. En Angleterre, les Range Rover, Sport et Velar sont construits dans leur usine de Solihull près de Birmingham et les Discovery Sport et Evoque, sont construits dans leur usine de Halewood près de Liverpool. En octobre 2018, Jaguar Land Rover a ouvert une nouvelle usine à Nitra, en Slovaquie, pour construire le Discovery V, et y construit également le Defender II. Au Brésil, la société construit à la fois le Discovery Sport et l'Evoque dans son usine d'Itatiaia située dans l'Etat de Rio de Janeiro, qui a été ouverte en juin 2016. JLR construit des voitures depuis 2011 à Pune, en Inde, et y construit actuellement le Discovery Sport et l'Evoque. Dans le cadre d'une joint-venture 50/50 avec Chery à Changshu en Chine, Discovery Sports et Evoques sont également construits.
Historiquement, les Land Rover étaient fabriqués principalement à l' usine de Solihull jusqu'à ce que la production du Freelander soit transférée à l'usine de Halewood. Le Freelander a également été assemblé sous forme CKD dans les installations de Land Rover à Pune, en Inde. À partir de 2015, la société a continué à se développer en construisant localement en Inde et en augmentant le nombre de modèles fabriqués dans l'usine JLR de Chikhali près de Pune pour inclure le Discovery Sport et l'Evoque.
Les modèles Defender ont été assemblés sous licence dans plusieurs endroits du monde, notamment en Espagne (Santana Motors), en Iran (Pazhan Morattab), au Brésil (Karmann) et en Turquie (Otokar).

### Angleterre
- Halewood, Merseyside : Discovery Sport, Range Rover Evoque

- Solihull, Warwickshire : Range Rover, Range Rover Sport, Range Rover Velar

### Brésil
- Itatiaia, Rio de Janeiro : Discovery Sport, Range Rover Evoque

### Chine
- Changshu, Jiangsu : Discovery Sport, Range Rover Evoque

### Espagne
- Linares, Santana Motor : Série III

### Inde
- Pune, Maharashtra : Range Rover Evoque I, Range Rover Evoque II

### Slovaquie
- Nitra : Discovery V, Defender II

## Evolution du logo

1948-1968
1968-1978
1978-1986
1986-2013
2013-actuel

## Modèles
Modèles historiques
- Séries I, II, IIA et III
- Land Rover Defender (1983-2016)
- Freelander (vendu sur certains marchés sous le nom de LR2)

Modèles actuels
- Defender II (2020-)
- Discovery V (2021-)
- Discovery Sport (2015-)
- Range Rover V (2022-)
- Range Rover Sport III (2022-)
- Range Rover Velar (2017-)
- Range Rover Evoque II (2018-)